# Мишн Хилл
«Мишн Хилл» (англ. Mission Hill, ранее известный как «The Downtowners») — американский мультипликационный сериал, впервые вышедший в эфир в 1999 году в телесети The WB Television Network. Хотя планировались 18 эпизодов, но выпущено было лишь 13 и показ сериала был отменён после трансляции 6 из них. После выхода в эфир первых двух эпизодов телесетью был сделан перерыв в их регулярных показах из-за низкого рейтинга мультсериала. Летом 2000 года сериал продолжили показывать, но после дополнительно 4 эпизодов он был снят с показа. Сериал смог стать культовым благодаря повтору всех 13 эпизодов телеканалом Teletoon в блоке «Teletoon Unleashed», программном блоке позднего ночного телевещания телеканалов Cartoon Network, Adult Swim и в блоке Too Funny To Sleep ночного вещания телеканала TBS. Мультсериал ранее был известен как «The Downtowners» и его переименованию поспособствовал выпускаемый MTV другой сериал с названием «Downtown».
Он также был популярен за пределами США и Канады и транслировался в Австралии, Восточной Европе, Латинской Америке, Испании и Новой Зеландии. По оформлению сериал узнаваем благодаря своей  яркой неоновой палитре и своеобразному сочетанию современной анимации и традиционным «рисованным» мультам (пунктирные линии, исходящие из глаз, для указания направления взгляда, красные стрелки вокруг больного места).
Мультсериал был создан Биллом Окли и Джошем Уэнштейном, бывшими исполнительными продюсерами «Симпсонов», и художественным дизайнером Лорен Макмаллан. Актёрами озвучивания над сериалом работали Уоллес Лэнгхэм, Скотт Менвилль, Брайан Просен, Викки Льюис, Ник Джеймсон, Том Кенни, Герберт Сигенса, Джейн Виедлин, Тресс Макнилл и Лиза Кёшел. Музыкальной темой послужила быстрая и инструментальная версия композиции «Italian Leather Sofa» рок-группы Cake.
«Mission Hill» не распространялся для iTunes и более не выходит на телеканалах Teletoon и TBS. Однако на Adult Swim всё ещё бывают повторные показы. Warner Home Video 13 ноября 2005 года выпустило на DVD 13 полных эпизодов мультсериала.

## Персонажи

### Основные
- Уоллес Лэнгхэм — Эндрю «Энди» Френч
- Скотт Менвилль — Кевин Френч
- Брайан Просен — Джим Кубак
- Викки Льюис — Пойси Тайлер
- Стоги

### Соседи и прочие персонажи
- Ник Джеймсон — Гас
- Том Кенни — Уолли
- Викки Льюис — Натали Эрнандес-Лейбовиц
- Герберт Сигенса — Карлос Эрнандес-Лейбовиц
- Джейн Уидлин — Гвен
- Джош Уэйнштейн — Тоби Мёндорф
- Билл Окли — Джордж Бэнг

## Эпизоды
Было показано 13 эпизодов мультсериала, тогда как написано на 4 больше, но их съёмка не была завершена. Анимация некоторых из этих эпизодов ещё делалась, когда показ сериала был отменён. Планировалось включить эту анимацию в состав сериала на DVD, но это не вышло. Тем не менее, посредством Интернета получили распространение несколько рисованных мультипликаций, в том числе полное анимированное видео с синхронным текстом эпизода «Pretty in Pink (Crap Gets in Your Eyes)».

## Награды
«Mission Hill» заслужил премию Pulcinella 2000 года в номинации «лучшему сериалу для любой аудитории»; цитируя вручение премии, было сказано: «стильный дизайн и целомудренный подход к вопросам секса и морали».
Сериал заслужил премию альянса геев и лесбиянок против диффамации за положительный образ гомосекуальных связей.